# Karl Schmidt (calciatore)
Karl Schmidt (Wabern, 5 marzo 1932 – Gottinga, 10 luglio 2018) è stato un calciatore tedesco, di ruolo difensore.